# Mantispa luzonensis
Mantispa luzonensis is een insect uit de familie van de Mantispidae, die tot de orde netvleugeligen (Neuroptera) behoort. 
Mantispa luzonensis is voor het eerst wetenschappelijk beschreven door Navás in 1909.